# Йордан Кръчмаров (скулптор)
 Тази статия е за скулптора Йордан Кръчмаров.  За поета вижте Йордан Кръчмаров (поет).  
Йордан Иванов Кръчмаров е български скулптор, заслужил художник от 1965 година.
През 1921 – 22 година започва да учи скулптура в Художествената академия. От 1923 до 1925 година следва в мюнхенската Академия за изящни изкуства и става първият чужденец, награден със златен медал от академията. През 1926 година се завръща в София и се дипломира в класа на големия скулптор Жеко Спиридонов.
Кръчмаров работи в областта на фигуралната композиция, голото тяло и монументалната пластика, но най-силно застъпва жанра на скулптурния портрет. Вае в бюстове и паметници образите на Христо Ботев (1928, 1952), акад. Андрей Протич (1929, НХГ), акад. Иван Буреш (1936), Константин Величков (1937), акад. Кръстьо Миятев (1939), Васил Левски (1943), Стоян Венев (1947р СГХГ), акад. Жак Натан (1952), Парашкева Досева (1953), Никола Вапцаров (1953), Георги Димитров (1955), Владимир Илич Ленин (1955), Борис Христов (1973). Ръководи творческите колективи, издигнали паметниците „На Съветската армия“ в Русе през 1947 година и на Братската могила в Парка на свободата в София през 1951 – 56 година.
От 1927 година Кръчмаров участва в общи изложби, а през 1926 и 1955 година организира свои самостоятелни изложби в София. Взема участие в Световното изложение в Париж през 1937, където е удостоен със златен медал, и това във Венеция през 1942 година. Получава орден „Георги Димитров“ и Димитровска награда през 1951 година, както и орден „Кирил и Методий“ – I степен през 1971 година.
Творби на скулптора са притежание на Националната художествена галерия, Софийската градска художествена галерия много градски галерии и обществени институции в България, както и частни колекции.